# Sir Balan
Sir Balan il Selvaggio, fratello di Sir Balin dal Northumberland, è un personaggio secondario delle leggende arturiane. La sua storia viene narrata di nuovo nella Ballata di Balin e Balan, narrata nel secondo libro della Morte di Artù di Thomas Malory. Dopo una serie di peripezie i due fratelli si uccisero l'un l'altro in combattimento e furono sepolti insieme da Merlino